# 比特曼鎮區 (密歇根州)
比特曼鎮區（英語：Butman Township）是位於美國密歇根州格拉德溫縣的一個行政鎮區。

## 地方資料
比特曼鎮區的面積為92.31平方千米，當中陸地面積為90.65平方千米，而水域面積為1.65平方千米。根據2020年美國人口普查的數據，當地共有人口2086人，而人口密度為每平方千米22.6人。